# 汤米·默特
汤米·默特（瑞典語：Tommy Mörth，1959年7月16日—），瑞典男子冰球运动员，1976年开始职业生涯。他曾代表瑞典参加1984年冬季奥林匹克运动会冰球比赛，获得一枚铜牌。